# ناو ایسوزو
ناو ایسوزو (به انگلیسی: Japanese cruiser Isuzu) یک زیردریایی است که طول آن 163 m (534 ft 9 in) می‌باشد. این زیردریایی در سال ۱۹۲۱ ساخته شد.